# بروس س. ماكينا
بروس س. ماكينا (بالإنجليزية: Bruce McKenna)‏ هو كاتب سيناريو ومنتج تلفزيوني أمريكي، ولد في 14 مارس 1962.

## وصلات خارجية
- بروس س. ماكينا على موقع IMDb (الإنجليزية)
- بروس س. ماكينا على موقع ألو سيني (الفرنسية)
- بروس س. ماكينا على موقع أول موفي (الإنجليزية)
- بروس س. ماكينا على موقع قاعدة بيانات الفيلم (الإنجليزية)
- بروس س. ماكينا على موقع كينوبويسك (الروسية)